# Петражицкие
Петражицкие — дворянский род, берущий начало в Великом княжестве Литовском. Определение о дворянстве рода было принято в 1794 году Могилевским дворянским собранием. 
Название рода произошло от имения Петриги (Петражицы), которое король Сигизмунд Старый (правил с 1506 по 1548 год) пожаловал основателю рода Давиду за военную службу. Имение находилось в Оршанском повете Витебского воеводства (в 70 км к востоку от Могилёва, между Чаусами и Мстиславлем)